# 阿德维塔
阿德维塔（Adwaita；约1750年 - 2006年3月23日），梵文意为“独一无二的”，是世界上活的时间最长的动物之一，为一只雄性亞達伯拉象龟。生存在印度加尔各答的一座动物园内。

## 历史
根据历史记录可以知道，它是英国东印度公司的将军罗伯特·克莱夫的宠物，在到动物园之前曾长期生活在罗伯特的庄园里。阿德维塔是英国船员从塞舌尔群岛捕获的乌龟，后将它当做礼物送给罗伯特。罗伯特在加尔各答市郊喂养多只乌龟。1875年，该龟被动物园的创始人送至动物园之后直到2006年去世一直生活在动物园四周有篱笆的场地中。

## 细节
阿德维塔有250公斤，没有与其他乌龟交配过。日常多食糠、胡萝卜、生菜、面包、草和盐。它在死前数月外壳开裂并不断增大，最终在2006年3月由于肝功能衰竭而死。